# Эбланж
Эбла́нж (фр. Éblange) — коммуна во французском департаменте Мозель региона Лотарингия. Относится к кантону Буле-Мозель.

## География
Эбланж расположен в 25 км к северо-востоку от Меца. Соседние коммуны: Гомланж и Беттанж на севере, Вальмэнстер и Вельвен на северо-востоке, Оттонвиль и Дантен на юго-востоке, Рупельданж и Генкиршан на юго-западе, Меганж и Бюртонкур на западе.

## История
- Коммуна бывшего герцогства Лотарингия.
- Бывший феод Вальмэнстера, приората бенедиктинцев из Меттлаша.

## Демография
По переписи 2008 года в коммуне проживало 246 человек.	

## Достопримечательности
- Эбланж расположен на линии Мажино, здесь находится бункер дю Бовенберг.
- Церковь Сен-Ванделен, 1874 года.